# Барашков, Лев Павлович
Лев Павлович Барашков (4 декабря 1931, Москва — 23 февраля 2011, Москва) — советский актёр театра и кино, эстрадный певец. Заслуженный артист РСФСР (1970). Заслуженный артист Каракалпакской АССР.

## Биография
Родился 4 декабря 1931 года в Москве. Детские годы Барашкова прошли в подмосковных Люберцах, где дислоцировалась воинская часть его отца. Как все друзья, он мечтал стать лётчиком и драться в небе с врагами. Во время Великой Отечественной войны мальчишка убежал из дома и, назвавшись круглым сиротой, попытался стать сыном полка. Но в деревне под Подольском, где ему уже подгоняли по росту форму, беглеца опознал отцовский сослуживец и отправил обратно.
Во время учёбы в Калужском педагогическом институте занимался в драматическом кружке под руководством Зиновия Корогодского. Играл в волейбол.
После назначения Корогодского главным режиссёром Калининградского областного драматического театра год выступал на профессиональной сцене.
В 1956 поступил в ГИТИС (курс А. А. Гончарова).
По окончании института был приглашён в Московский драматический театр им. А. С. Пушкина, главным режиссёром которого был Борис Равенских; играл в спектаклях «Покой нам только снится» (роль Константина Парамонова), «Романьола» и других. В спектакле-концерте, поставленном Равенских, Барашков исполнил песни «А у нас во дворе» Аркадия Островского на стихи Льва Ошанина и «Хотят ли русские войны» Эдуарда Колмановского на стихи Евгения Евтушенко.
В середине 1960-х оставил театр и стал солистом ансамбля Игоря Гранова «Голубые гитары», с 1966 по 1976 год работал в Москонцерте с ансамблем Е. А. Савари и вскоре начал сольные выступления.
Он был первым исполнителем песни Александры Пахмутовой на стихи Николая Добронравова и Сергея Гребенникова «Главное, ребята, сердцем не стареть», которая стала визитной карточкой певца.
Голос Барашкова — небольшой баритон приятного сочного тембра. Однако вокалу Барашков профессионально не обучался, пел без кантилены, диапазон голоса небольшой.
В его репертуар вошли песня из кинофильма «Белое солнце пустыни», произведения Владимира Высоцкого, Юрия Визбора и других советских бардов.
В 1985 году Лев Барашков подготовил концертную программу «Наполним музыкой сердца» по произведениям Юрия Визбора.
В конце 1990-х создал несколько музыкальных программ, составленных из песен прошлых лет.
В период с 1959 по 1974 год сыграл пять ролей в кино, записал песни к кинофильмам «Тишина» («На безымянной высоте») и «Неуловимые мстители» (Песня о сатане).

В 2001 году Лев Барашков и Владимир Трошин соперничали с парой Заура Тутова и Олега Ухналёва в программе «Два рояля». Выпуск был посвящён Дню Победы.

Могила Л. П. Барашкова

Умер в Москве 23 февраля 2011 года. Похоронен в Москве на Ваганьковском кладбище (23 участок).

## Семья
Отец — Павел Николаевич Барашков (1905—1965), участник Великой Отечественной войны, политрук авиационной части.
Мать — Анастасия Яковлевна Барашкова (1906—2004), работница авиаремонтных мастерских.
Жена — Людмила Барашкова (Бутенина) (род. в 1937), актриса и танцовщица, участница ансамбля «Берёзка», заслуженная артистка РСФСР.
- Дочь — Анастасия Львовна Барашкова[2]

## Дискография
- 1968 — Лев Барашков (грампластинка фирмы «Мелодия»)
- 1972 — Поют Мария Лукач и Лев Барашков (грампластинка фирмы «Мелодия»)
- 1973 — Лев Барашков (грампластинка фирмы «Мелодия»)
- 1975 — Главное, ребята, сердцем не стареть (грампластинка фирмы «Мелодия»)
- 1976 — Лев Барашков (грампластинка фирмы «Мелодия»)
- 1990 — Я всё память листаю
- 1996 — Спокойно, дружище, спокойно… Песни Юрия Визбора
- 2002 — Звёзды, которые не гаснут. Лев Барашков. Лучшие песни разных лет (CD студии «Парк Рекордз»)
- 2005 — Золотая коллекция ретро
- 2005 — Золотая мелодия — Дорога судьбы

## Фильмография
- 1959 — Аннушка — Саша
- 1960 — Девичья весна — Володя Макеев
- 1960 — Рождённые жить — Сашко
- 1963 — Им покоряется небо — лётчик, отстранённый от испытаний нового самолёта
- 1963 — Тишина — бывший муж Нины
- 1966 — Неуловимые мстители — исполнение песни о Сатане (вокал)
- 1971 — Инспектор уголовного розыска — сотрудник уголовного розыска
- 1974 — Северный вариант — нефтяник